# アギラ1号
アギラ1号は複数の国が利用した通信用人工衛星。
1987年3月20日にパラパB2-Pとしてケープ・カナベラル空軍基地から打ち上げられた。もともとはインドネシア企業パシフィク・サテリット・ヌサンタラが所有していた衛星であったが、PLDT傘下のマブハイ・サテライトが所有権を1996年に購入した。マブハイの購入によって、この衛星は軌道上でフィリピン最初の人工衛星となった。パラパB2-Pは後にフィリピンでフィリピンワシを意味するアギラ1号に改名された。衛星は1998年1月まで運用を続けられ、その後大気圏に再突入した

## 註釈
1. ↑  McDowell, Jonathan. “Launch Log”. Jonathan's Space Page. 2015年3月13日閲覧。
2. ↑  “Palapa B2P”. WEEBAU Space Encyclopedia. 2015年5月13日閲覧。
3. ↑  “Palapa B1, B2, B2P, B2R, B4 / Palapa Pacific / Agila 1 / NewSat 1”. Gunter Space Page. 2015年5月13日閲覧。
4. ↑  “Mabuhay acquires Indon satellite;sets new orbit”. Manila Standard. (1996年7月25日)
5. ↑  “Mabuhay Acquires Pasifik Satellite”. Telecompaper (1996年8月6日). 2014年6月30日閲覧。
6. ↑  “宇宙情報センター / SPACE INFORMATION CENTER ：マブハイ・アギラ2号”. JAXA 宇宙情報センター. 2020年6月19日閲覧。